# 今竹七郎
今竹 七郎（いまたけ しちろう、1905年10月5日 - 2000年2月26日）は日本のデザイナー（グラフィックデザイナー）、画家。日本のモダンデザインの父と呼ばれる。

## 来歴・人物
兵庫県神戸市に生まれる。戦前には大丸百貨店や髙島屋の宣伝部に勤務するも、戦後に独立。1929年には中山岩太らと神戸商業美術研究会を発足させ、1937年には「プレスアルト」の発起人となる。特に、関西のデザイン界を戦前戦後を通じて牽引する役割を担う。
輪ゴム（共和の「オーバンド」）のパッケージデザイン、「メンソレータム」（近江兄弟社→ロート製薬）の看護婦の少女と「メンターム」（近江兄弟社）の少年のデザイン、南海ホークスのシンボルマーク、関西電力の社章デザイン等身近なものにも有名な作品がある。
自らのおしゃれにもこだわり、そのメガネフレームは左右非対称のデザインであった。2000年2月26日死去。享年94。